# کمند فضایی

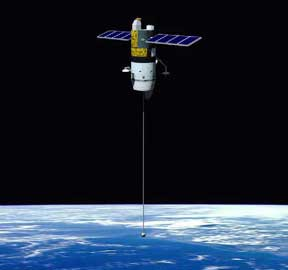
برداشتی هنری از ماهواره همراه با کمند

کمند فضایی کابل‌های بلندی هستند که می‌توانند برای رانش، تبادل تکانه، تثبیت، کنترل وضعیت یا حفظ موقعیت‌های نسبی اجزای سیستم حسگر ماهواره‌/ فضاپیما بزرگ و پراکنده مورد استفاده قرار گیرند. از نظر تئوری بسته به اهداف ماموریت و ارتفاع، پرواز فضایی با استفاده از این نوع پیشرانه فضاپیما به طور قابل توجهی ارزان‌تر از  موتور راکت است.

### ویدئو
- انیمیشنی که نحوه کار کمند فضایی را نشان می‌دهد